# Pour une vie ou deux
Pour une vie ou deux est un téléfilm français réalisé par Marc Angelo réalisé en 1995.

## Synopsis
Jeune ingénieur ambitieux, Noël s'apprête à épouser la belle et riche Andréa. La veille de leurs noces, il percute et renverse un coursier à cyclomoteur, en fait une jeune femme prénommée Mila : il tente de la calmer en lui promettant une somme d'argent élevée. À son retour dans la société de courses qui l'emploie, Mila est renvoyée par son patron. Ce n'est que le début d'une cascade de malheurs : menace d'expulsion par son propriétaire pour un retard de loyer, réapparition de son ex, l'impulsif Gérard, décidé à récupérer leur fille, Betty … Perdue, Mila, s'adresse en dernier recours, à Noël. Quelque peu agacé par l'audace et l'obstination de la jeune femme, il lui verse cependant l'argent promis….

## Fiche technique
- Réalisation : Marc Angelo
- Scénario : Philippe Setbon, d’après une histoire originale de Georges Desmouceaux
- Musique : Gérard Presgurvic

## Distribution
- Lambert Wilson : Noël
- Judith Godrèche : Mila
- Raoul Billerey : Martin
- Christian Vadim : Didier
- Luc Thuillier : Gérard
- Sophie Broustal : Andréa
- Christian Rauth : Le patron de Mila
- Léopoldine Serre : Betty
- Emily Morel : Thérèse
- Mohamed Camara : Sauveur
- Charles Schneider : Garou